# Haii-Smolenski, Brodî
Haii-Smolenski (în ucraineană Гаї-Смоленські) este un sat în comuna Haii din raionul Brodî, regiunea Liov, Ucraina.

## Demografie
Componența lingvistică a localității Haii-Smolenski
     Ucraineană (99,79%)
     Alte limbi (0,21%)
Conform recensământului din 2001, majoritatea populației localității Haii-Smolenski era vorbitoare de ucraineană (99,79%), existând în minoritate și vorbitori de alte limbi.